# Пісочне (Керченський район)
Пісо́чне (до 1948 — Мескечи, крим. Meskeçi) — село Керченського району Автономної Республіки Крим. Розташоване на березі Азовського моря.